# Kathleen O'Connor (peintre)
Pour les articles homonymes, voir Kathleen O'Connor (homonymie) et O'Connor.
Kathleen Laetitia O'Connor, dite Kate O'Connor, née le 14 septembre 1876 à Hokitika et morte le 24 août 1968 à Perth, est une artiste peintre australienne. Elle est la fille de l'ingénieur Charles Yelverton O'Connor.

## Biographie
Kathleen O'Connor est née à Hokitika en Nouvelle-Zélande, fille de Charles Yelverton O'Connor et de son épouse Susan Laetitia O'Connor (née Ness). Elle étudie à Marsden School, à Wellington et prend des cours privés à Perth en Australie partir de 1891, y compris des cours de l'artiste Florence Fuller.
Elle expose régulièrement au Salon d'automne à Paris à partir de 1911 ainsi qu'au Salon français et à la Société des Femmes peintres et sculpteurs. À Perth, elle expose fréquemment aux galeries Claude Hotchin, dont plusieurs expositions individuelles.
Elle est retournée en Australie de façon permanente en 1955, vivant à Perth, mais à contrecœur. Elle n'aimait pas être loin de Paris mais ne pouvait plus se permettre d'y vivre ; son travail n'était plus à la mode et ses sources de revenus privées s'étaient largement taries. Elle a maintenu, autant que possible, un style de vie parisien et a été considérée comme affectant un air de supériorité.
Elle est représentée dans toutes les galeries de l'État australien et, en grande partie grâce aux legs de Sir Claude Hotchin (en), dans la plupart des galeries régionales d'Australie-Occidentale.

### Sources
- Alan McCulloch, Encyclopaedia of Australian Art, Hutchinson de Londres, 1968.